# Reclada moesta
Reclada moesta är en insektsart som beskrevs av White 1878. Reclada moesta ingår i släktet Reclada och familjen Rhyparochromidae. Inga underarter finns listade i Catalogue of Life.